# USS Welborn C. Wood (DD-195)
USS Welborn C. Wood (DD-195) là một tàu khu trục lớp Clemson được Hải quân Hoa Kỳ chế tạo vào cuối Chiến tranh Thế giới thứ nhất. Nó được chuyển cho Lực lượng Tuần duyên Hoa Kỳ như là chiếc USCGD Wood (CG-19) từ năm 1931 đến năm 1934; và trong Chiến tranh Thế giới thứ Hai được chuyển cho Hải quân Hoàng gia Anh như là chiếc HMS Chesterfield và phục vụ cho đến hết chiến tranh. Nó là chiếc tàu chiến duy nhất của Hải quân Hoa Kỳ được đặt tên theo Welborn C. Wood.

## Thiết kế và chế tạo
Welborn C. Wood được đặt lườn vào ngày 24 tháng 9 năm 1918 tại xưởng tàu của hãng Newport News Shipbuilding & Dry Dock Company ở Newport News, Virginia. Nó được hạ thủy vào ngày 6 tháng 3 năm 1920, được đỡ đầu bởi cô Virginia Mary Tate; mang ký hiệu lườn DD-195 từ ngày 17 tháng 7 năm 1920, và được đưa ra hoạt động tại Xưởng hải quân Norfolk vào ngày 14 tháng 1 năm 1921 dưới quyền chỉ huy tạm thời của Trung úy Hải quân Leon W. Mills trước khi Hạm trưởng, Trung úy Hải quân Brady J. Dayton tiếp nhận quyền chỉ huy 11 ngày sau đó.

## Lịch sử hoạt động

### USSWelborn C. Woodvà USCGDWood
Welborn C. Wood hoạt động dọc theo vùng bờ Đông Hoa Kỳ cùng Hạm đội Đại Tây Dương trong các hoạt động thường lệ cho đến khi được cho xuất biên chế tại Philadelphia, Pennsylvania vào ngày 8 tháng 8 năm 1922.
Nhằm tăng cường và thay thế cho các tàu khu trục cũ trong việc tuần tra chống buôn lậu rượu, Welborn C. Wood được chuyển cho Lực lượng Tuần duyên vào ngày 1 tháng 10 năm 1930 đồng thời được cho rút khỏi danh sách Đăng bạ Hải quân. Được tân trang và cho nhập biên chế Tuần duyên tại Philadelphia vào ngày 15 tháng 4 năm 1931, nó đổi ký hiệu lườn thành CG-19 và đi đến căn cứ hoạt động thường trực ở New London, Connecticut một tuần sau đó để bắt đầu hoạt động tuần tra. Chuyển về phía Nam đến vùng biển Florida để thực hành mục tiêu không lâu sau đó, nó quay trở về New London sau khi hoàn tất và tiếp tục hoạt động từ cảng này cho đến mùa Thu năm 1932.
Sau một giai đoạn tuần tra thường lệ tại khu vực bờ biển phía Đông, nó hoạt động cùng với Hải quân tại vùng biển Cuba ngoài khơi Nueva Gerona trong tháng 9 và tháng 10 năm 1933, gián đoạn các hoạt động thực hành mục tiêu thường lệ. Được tách khỏi nhiệm vụ này vào ngày 6 tháng 11, nó lên đường cùng ngày hôm đó quay lên phía Bắc đi New York, tiếp nối bởi một giai đoạn ngắn tại New London. Sự hạn chế buôn bán được hủy bỏ vào cuối năm 1933 giải tỏa nhu cầu thực thi luật pháp của chiếc tàu khu trục, và Welborn C. Wood một lần nữa được cho xuất biên chế tại Philadelphia vào ngày 21 tháng 5 năm 1934.
Đang khi con tàu nằm trong thành phần dự bị, cùng với nhiều tại chị em cùng lớp đang neo đậu ở Philadelphia, nó được đưa trở lại dưới quyền sở hữu của Hải quân khi tình hình thế giới ngày càng xấu đi. Vào ngày 1 tháng 9 năm 1939, Đức tấn công Ba Lan, vốn có thỏa ước an ninh chung với Anh và Pháp, khiến Chiến tranh Thế giới thứ hai bùng nổ. Tổng thống Franklin D. Roosevelt nhanh chóng ra lệnh tiến hành Tuần tra Trung lập ngoài biển nhằm bảo vệ vùng bờ biển Hoa Kỳ. Tuy nhiên, Hải đội Đại Tây Dương chịu sức ép không đủ lực lượng để đáp ứng yêu cầu tuần tra. Vì vậy 77 tàu tuần dương và tàu rải mìn trên cả hai phía bờ biển San Diego và Philadelphia được cho nhập biên chế trở lại để tăng cường cho các đơn vị đang hoạt động.
Vào ngày 4 tháng 9 năm 1939, Welborn C. Wood được cho nhập biên chế trở lại tại Philadelphia dưới quyền chỉ huy của Thiếu tá Hải quân Robert E. Cronin, và tham gia nhiệm vụ Tuần tra Trung lập không lâu sau đó, xen kẻ với các hoạt động huấn luyện dọc theo vùng bờ Đông, vùng biển Caribe và vùng vịnh Mexico. Trong khi đó, lực lượng tàu khu trục Anh bị tiêu hao nặng nề từ khi xung đột bùng nổ và cần được tăng cường gấp; vì vậy Thủ tướng đã phải nhờ cậy đến Tổng thống Roosevelt, và đạt được giải pháp thông qua Thỏa thuận đổi tàu khu trục lấy căn cứ. Welborn C. Wood trở thành một trong những chiếc đầu tiên trong số 50 tàu khu trục cũ được chuyển cho chính phủ Anh, đổi lấy quyền được thuê trong 99 năm các căn cứ chiến lược tại vùng Tây Bán Cầu. Nó cùng phần còn lại của Đội khu trục 67 đi đến Halifax, Nova Scotia vào ngày 6 tháng 9 năm 1940, nơi thủy thủ đoàn Mỹ hướng dẫn thủy thủ đoàn Anh làm quen với con tàu trong vài ngày trước lễ bàn giao chính thức. Welborn C. Wood chính thức xuất biên chế khỏi Hải quân Mỹ vào ngày 9 tháng 9 năm 1940; tên nó được rút khỏi danh sách Đăng bạ Hải quân vào ngày 8 tháng 1 năm 1941.

### HMSChesterfield
Chiếc tàu khu trục được đổi tên thành HMS Chesterfield (I28). Đang khi được trang bị trước khi lên đường đi sang quần đảo Anh, nó mắc tai nạn va chạm hai lần với tàu khu trục HMS Churchill (nguyên là chiếc USS Herndon vốn neo đậu bên cạnh. Trong thành phần chi hạm đội khu trục "Town" đầu tiên, Chesterfield khởi hành đi Belfast, Bắc Ireland, đến nơi vào ngày 18 tháng 11. Chuyển sang Plymouth vào ngày 22 tháng 11, chiếc tàu khu trục trải qua một đợt tái trang bị tại xưởng tàu Chatham trước khi gia nhập Đội hộ tống 11 trực thuộc Bộ chỉ huy Tiếp cận phía Tây, đặt căn cứ tại Greenock. Chesterfield được cải biến để tối ưu cho nhiệm vụ hộ tống vận tải bằng cách tháo dỡ ba trong số các khẩu pháo hải pháo 4 inch/50 caliber ban đầu và ba dàn ống phóng ngư lôi ba nòng để giảm bớt trọng lượng nặng bên trên, lấy chỗ chứa thêm mìn sâu và trang bị một dàn súng cối chống tàu ngầm Hedgehog.
Từ năm 1941 đến năm 1943, Chesterfield hộ tống các đoàn tàu vận tải tại Bắc Đại Tây Dương. Nó được phân về Đội hộ tống B-7 trực thuộc Lực lượng Hộ tống Giữa đại dương vào mùa Đông năm 1942-1943. Đang khi hộ tống cho Đoàn tàu HX-222 cùng Đội hộ tống C-1 vào ngày 17 tháng 1 năm 1943, nó đã tấn công tàu ngầm U-boat Đức U-268 bằng mìn sâu, nhưng lại gây hư hại cho chính nó. Cố lếch về Plymouth để sửa chữa, con tàu ở lại đây cho đến tháng 11 năm 1943. Được điều sang Bộ chỉ huy Tiếp cận phía Tây để làm nhiệm vụ tàu mục tiêu cho việc huấn luyện máy bay, nó đảm nhiệm vai trò này trong suốt năm 1944. Được đưa về lực lượng dự bị tại Grangemouth, Firth of Forth vào ngày 17 tháng 1 năm 1945, Chesterfield sau cùng bị tháo dỡ vào năm 1947.